# J.B. Scholtenfonds
Het J.B. Scholtenfonds is een in 1966 opgericht fonds ter stimulering van de sociaal culturele activiteiten in de Nederlandse provincie Groningen.

## Geschiedenis
Het J.B. Scholtenfonds is genoemd naar Johan Bernhard Scholten (1882-1966), een telg uit de Groninger fabrikantenfamilie Scholten en zoon van Jan Evert Scholten. Na zijn overlijden in 1966 - hij was niet gehuwd en kinderloos - liet hij een legaat van acht miljoen gulden na voor de stichting van een fonds, dat zijn naam zou dragen. Met dit fonds, dat nauw samenwerkt met het H.S. Kammingafonds, worden zaken gefinancierd als culturele manifestaties, publicaties over Groninger aangelegenheden  en restauraties van monumenten. Met behulp van het fonds is ook de restauratie van het grafmonument van de Scholtens op de Zuiderbegraafplaats in Groningen gefinancierd.
Met de steun van het J.B. Scholtenfonds konden onder meer de collecties van diverse Groninger musea  worden uitgebreid en het park van de Fraeylemaborg worden gerestaureerd. Ook leverde het fonds bijdragen ten behoeve van de restauraties van oude Groninger kerken. Het fonds financierde ook het verzetsmonument op de Zuiderbegraafplaats (2021). Samen met de Rijksuniversiteit Groningen wordt bijgedragen aan de leerstoel Groninger taal en cultuur, met als bijzonder hoogleraar sinds 2004 Siemon Reker.
De commissaris der Koningin van Groningen is voorzitter van het fonds.